# Johannes Langkilde
Johannes Langkilde (født 3 juni 1977) er opvokset i Hjørring, og er uddannet journalist fra Danmarks Journalisthøjskole i 2004 og har siden 2013 været ansat i DR. Først som USA-korrespondent med base i Washington, DC og siden som Nyhedsvært og vært på Det Politiske Talkshow, Fællessang, valgudsendelser og andre programmer. 
I 2004 blev han ansat på TV2 Nyhederne. Først på redaktionen i Odense, og efter et år på redaktionen i København. De første to år arbejdede han som reporter og blev i april 2006 ansat som studievært på. Her var han fast studivært på udsendelsen kl. 19 og fungerede også som vært ved topmøder, debatudsendelser, valgdækning af dansk og amerikansk politik, ved royale begivenheder og på årskavalkader.
Før journaliststudiet studerede han jazz på IMFP i Salon-de-Provence i Sydfrankrig fra 1996 til 1997. Herefter studerede han Film- & Medievidenskab på Københavns Universitet, samt statskundskab ved Aarhus Universitet frem til januar 2000, hvor han begyndte journaliststudiet på DJH. 
August 2007 vandt han prisen som årets TV-talent ved den årlige TV-Festival, og i marts 2010 vandt han
Billed Bladets læserafstemning som Årets Mandlige TV-vært.
I 2009 blev han Marchal Memorial Fellow i den tværpolitiske transatlantiske tænketank, German Marchall Fund med hovedsæde i Washington D.C.
Den 31. maj 2012 blev Johannes Langkilde udvalgt til at interviewe den amerikanske udenrigsminister Hillary Clinton, da hun var på statsbesøg i Danmark og dækkede som korrespondent det amerikanske præsidentvalg i 2016. Efter sin hjemkomst til Danmark fik han også interviews med tidl. udenrigsminister Mike Pompeo og nuværende Anthony Blinken. 
Siden 2019 har han på DR fået sig eget politiske talkshow, hvor han inviterer danske politikere ind til snak om fortid, nutid og fremtid og om situationen i verden.
Johannes Langkilde har udgivet to bøger: "Da Amerikanerne gik hver til sit" og "Min fætter er høvding i Samoa." Hans sidste bog er solgt til Tyskland, Østrig og Schweiz.
Som musiker har han spillet med en lang række danske solister og orkeste og har også sit eget orkester, Grove Langkilde 

## Privat
Den 16. juli 2008 blev han med sin kæreste Sisse, forældre til drengen Andreas Emil. Den 6. september 2009 blev han gift med sin kæreste gennem 6 år, Sisse Langkilde. Den 30. august 2010 blev parret forældre til pigen Emilie Andrea.
Siden sommeren 2013 har han med sin familie været bosiddende i Washington D.C. og flyttede til Danmark i 2017.

## Heste-gate
Det skabte stor forargelse i medierne, da Johannes Langkilde i forbindelse med sin udstationering lod Danmarks Radio betale for flytransporten af hustruen Sisse Langkildes ridehest til Washington.
Det kostede næsten 70.000 kroner, da Danmarks Radio i 2013 betalte for, at USA-korrespondent Johannes Langkilde fik sin hustrus hest transporteret fra Danmark til USA. Det var en fejl, erkender DR's nyhedsdirektør nu. Han har selv udtalt til ALT, at han ikke selv mener at have gjort noget forkert. "– Da DR udstationerede mig og min familie, så foregik det nøjagtigt, som de ville have, det skulle foregå. Og jeg har aldrig rigtig følt, at den specifikt havde noget med mig at gøre, den såkaldte "sag". Derfor kan jeg heller ikke se, at jeg skulle have en interesse i at gøre den til det." 